# Forrest Frank
Forrest Frank (Fulshear, 8 aprile 1995) è un cantautore e produttore discografico statunitense.
Noto per essere parte del duo musicale Surfaces, assieme a Colin Padalecki, Frank ha anche intrapreso una carriera solista di successo, imponendosi come uno dei più popolari esponenti del christian hip hop.
Egli è stato anche candidato ai Grammy Awards del 2025 con l'album Child of God.

## Biografia
Frank è nato nel 1995 in Texas.
La sua carriera musicale è iniziata nel 2017 quando con l'amico Colin Padalecki ha fondato il duo musicale pop Surfaces. Nel 2018 inizia la sua carriera solista, pubblicando il suo album di debutto, Warm. Il suo secondo album è stato Effortless, pubblicato il 24 luglio 2020 con l'etichetta River House.
Dopo altri progetti che riscuotono un buon successo commerciale, pubblica l'album New Hymns il 30 ottobre 2023 che include dodici canzoni che fondono musica pop con inni tradizionali cristiani.
La sua canzone No Longer Bound ha raggiunto la posizione numero 44 nella classifica di fine anno di Billboard Hot Christian Songs del 2023.
Il 12 aprile 2024, Forrest Frank ha pubblicato l'EP God Is Good, mentre il 26 luglio 2024 ha pubblicato il suo album Child of God. L'album ha debuttato al numero 1 della Billboard Top Christian Albums ed è rimasto in classifica per diversi mesi. Il disco è stato anche candidato ai Grammy Awards come miglior album gospel dell'anno.

## Vita privata
Forrest ha sposato  Grace Frank nel 2020; la coppia ha un figlio.

## Discografia

### Da solista

#### Album in studio
- 2018 – Warm
- 2020 – Effortless
- 2023 – Nostalgia Pack
- 2023 – California Cowboy
- 2023 – New Hymns
- 2023 – A Merry Lofi Christmas
- 2024 – Child of God
- 2025 – Child of God II

#### EP
- 2024 – God Is Good
- 2024 – All the Time
- 2024 – Never Get Used to This

### Surfaces
- 2017 – Surf
- 2019 – Where the Light Is
- 2020 – Horizons
- 2021 – Pacifico
- 2022 – Hidden Youth
- 2024 – Good Morning